# Heineken Open 2004 - Qualificazioni singolare
Le qualificazioni del singolare  dell'Heineken Open 2004 sono state un torneo di tennis preliminare per accedere alla fase finale della manifestazione. I vincitori dell'ultimo turno sono entrati di diritto nel tabellone principale. In caso di ritiro di uno o più giocatori aventi diritto a questi sono subentrati i lucky loser, ossia i giocatori che hanno perso nell'ultimo turno ma che avevano una classifica più alta rispetto agli altri partecipanti che avevano comunque perso nel turno finale.
Le qualificazioni del torneo Heineken Open 2004 prevedevano 32 partecipanti di cui 4 sono entrati nel tabellone principale.

## Teste di serie
1. Andrei Pavel (ultimo turno)
2. Mario Ančić (Qualificato)
3. Antony Dupuis (primo turno)
4. Wesley Moodie (ultimo turno)

1. Dennis van Scheppingen (primo turno)
2. Tomáš Berdych (primo turno)
3. Jeff Salzenstein (secondo turno)
4. Eric Taino (primo turno)

## Qualificati
1. Fred Hemmes
2. Mario Ančić

1. Gilles Müller
2. Philipp Kohlschreiber

## Tabellone

### Legenda
| - Q = Qualificato - WC = Wild card - LL = Lucky loser | - ALT = Alternate - SE = Special Exempt - PR = Protected Ranking | - w/o = Walkover - r = Ritirato - d = Squalificato |

### Sezione 1
|  | Primo turno         | Primo turno         | Primo turno    | Primo turno | Primo turno |  |  | Secondo turno | Secondo turno    | Secondo turno | Secondo turno | Secondo turno |    |   | Ultimo turno | Ultimo turno | Ultimo turno | Ultimo turno | Ultimo turno |  |
|  |                     |                     |                |             |             |  |  |               |                  |               |               |               |    |   |              |              |              |              |              |  |
|  | 1                   | Andrei Pavel        | Andrei Pavel   | 6           | 6           |  |  |               |                  |               |               |               |    |   |              |              |              |              |              |  |
|  |                     | Frank Dancevic      | Frank Dancevic | 2           | 3           |  |  | 1             | Andrei Pavel     | Andrei Pavel  | Andrei Pavel  | W-O           |    |   |              |              |              |              |              |  |
|  | Peter Wessels       | Peter Wessels       | 6              | 3           | 7           |  |  |               | Peter Wessels    | Peter Wessels | Peter Wessels |               |    |   |              |              |              |              |              |  |
|  | Oscar Serrano-Gamez | Oscar Serrano-Gamez | 4              | 6           | 5           |  |  |               |                  |               |               |               |    |   | 1            | Andrei Pavel | 5            | 7            | 4            |  |
|  | Fred Hemmes         | Fred Hemmes         | 6              | 4           | 6           |  |  |               |                  |               | Fred Hemmes   | 7             | 64 | 6 |              |              |              |              |              |  |
|  | Massimo Dell'Acqua  | Massimo Dell'Acqua  | 2              | 6           | 3           |  |  |               | Fred Hemmes      | 3             | 6             | 6             |    |   |              |              |              |              |              |  |
|  | 7                   | Jeff Salzenstein    | 4              | 6           | 6           |  |  | 7             | Jeff Salzenstein | 6             | 1             | 4             |    |   |              |              |              |              |              |  |
|  |                     | Wang Yeu-tzuoo      | 6              | 1           | 2           |  |  |               |                  |               |               |               |    |   |              |              |              |              |              |  |

### Sezione 2
|  | Primo turno          | Primo turno            | Primo turno          | Primo turno | Primo turno |  |  | Secondo turno        | Secondo turno        | Secondo turno | Secondo turno        | Secondo turno |   |   | Ultimo turno | Ultimo turno | Ultimo turno | Ultimo turno | Ultimo turno |  |
|  |                      |                        |                      |             |             |  |  |                      |                      |               |                      |               |   |   |              |              |              |              |              |  |
|  | 2                    | Mario Ančić            | Mario Ančić          | 6           | 6           |  |  |                      |                      |               |                      |               |   |   |              |              |              |              |              |  |
|  |                      | Juan-Pablo Brzezicki   | Juan-Pablo Brzezicki | 3           | 3           |  |  | 2                    | Mario Ančić          | 7             | 3                    | 6             |   |   |              |              |              |              |              |  |
|  | Michal Tabara        | Michal Tabara          | 2                    | 6           | 6           |  |  |                      | Michal Tabara        | 5             | 6                    | 2             |   |   |              |              |              |              |              |  |
|  | Marc López           | Marc López             | 6                    | 0           | 1           |  |  |                      |                      |               |                      |               |   |   | 2            | Mario Ančić  | 6            | 1            | 7            |  |
|  | Sébastien de Chaunac | Sébastien de Chaunac   | Sébastien de Chaunac | 7           | 6           |  |  |                      |                      |               | Sébastien de Chaunac | 3             | 6 | 5 |              |              |              |              |              |  |
|  | Juan Pablo Guzmán    | Juan Pablo Guzmán      | Juan Pablo Guzmán    | 64          | 4           |  |  | Sébastien de Chaunac | Sébastien de Chaunac | 4             | 6                    | 6             |   |   |              |              |              |              |              |  |
|  |                      | Robert Kendrick        | 2                    | 7           | 6           |  |  | Robert Kendrick      | Robert Kendrick      | 6             | 1                    | 2             |   |   |              |              |              |              |              |  |
|  | 5                    | Dennis van Scheppingen | 6                    | 5           | 3           |  |  |                      |                      |               |                      |               |   |   |              |              |              |              |              |  |

### Sezione 3
|  | Primo turno    | Primo turno    | Primo turno    | Primo turno   | Primo turno |  |  | Secondo turno  | Secondo turno  | Secondo turno  | Secondo turno | Secondo turno |   |   | Ultimo turno  | Ultimo turno  | Ultimo turno | Ultimo turno | Ultimo turno |  |
|  |                |                |                |               |             |  |  |                |                |                |               |               |   |   |               |               |              |              |              |  |
|  |                | Adam Thompson  | Adam Thompson  | Adam Thompson | 7           |  |  |                |                |                |               |               |   |   |               |               |              |              |              |  |
|  | 3              | Antony Dupuis  | Antony Dupuis  | Antony Dupuis | 6(5)r       |  |  | Adam Thompson  | Adam Thompson  | Adam Thompson  | 2             | 3             |   |   |               |               |              |              |              |  |
|  | Gilles Müller  | Gilles Müller  | Gilles Müller  | 6             | 7           |  |  | Gilles Müller  | Gilles Müller  | Gilles Müller  | 6             | 6             |   |   |               |               |              |              |              |  |
|  | G.d. Jones     | G.d. Jones     | G.d. Jones     | 3             | 5           |  |  |                |                |                |               |               |   |   | Gilles Müller | Gilles Müller | 6            | 3            | 6            |  |
|  | Florent Serra  | Florent Serra  | 64             | 6             | 6           |  |  |                |                | Florent Serra  | Florent Serra | 4             | 6 | 4 |               |               |              |              |              |  |
|  | Alexander Peya | Alexander Peya | 7              | 3             | 3           |  |  | Florent Serra  | Florent Serra  | Florent Serra  | 7             | 6             |   |   |               |               |              |              |              |  |
|  |                | Zack Fleishman | Zack Fleishman | 6             | 6           |  |  | Zack Fleishman | Zack Fleishman | Zack Fleishman | 64            | 1             |   |   |               |               |              |              |              |  |
|  | 6              | Tomáš Berdych  | Tomáš Berdych  | 4             | 4           |  |  |                |                |                |               |               |   |   |               |               |              |              |              |  |

### Sezione 4
|  | Primo turno             | Primo turno             | Primo turno             | Primo turno | Primo turno |  |  | Secondo turno         | Secondo turno           | Secondo turno           | Secondo turno         | Secondo turno |   |   | Ultimo turno | Ultimo turno  | Ultimo turno | Ultimo turno | Ultimo turno |  |
|  |                         |                         |                         |             |             |  |  |                       |                         |                         |                       |               |   |   |              |               |              |              |              |  |
|  | 4                       | Wesley Moodie           | 4                       | 6           | 7           |  |  |                       |                         |                         |                       |               |   |   |              |               |              |              |              |  |
|  |                         | Daniel King-Turner      | 6                       | 3           | 64          |  |  | 4                     | Wesley Moodie           | Wesley Moodie           | 7                     | 6             |   |   |              |               |              |              |              |  |
|  | Juan-Albert Viloca-Puig | Juan-Albert Viloca-Puig | Juan-Albert Viloca-Puig | 7           | 7           |  |  |                       | Juan-Albert Viloca-Puig | Juan-Albert Viloca-Puig | 5                     | 3             |   |   |              |               |              |              |              |  |
|  | Kevin Kim               | Kevin Kim               | Kevin Kim               | 62          | 65          |  |  |                       |                         |                         |                       |               |   |   | 4            | Wesley Moodie | 6            | 62           | 4            |  |
|  | Philipp Kohlschreiber   | Philipp Kohlschreiber   | Philipp Kohlschreiber   | 6           | 6           |  |  |                       |                         |                         | Philipp Kohlschreiber | 3             | 7 | 6 |              |               |              |              |              |  |
|  | Simon Larose            | Simon Larose            | Simon Larose            | 4           | 1           |  |  | Philipp Kohlschreiber | Philipp Kohlschreiber   | 3                       | 6                     | 6             |   |   |              |               |              |              |              |  |
|  |                         | Marcos Daniel           | Marcos Daniel           | 6           | 6           |  |  | Marcos Daniel         | Marcos Daniel           | 6                       | 4                     | 1             |   |   |              |               |              |              |              |  |
|  | 8                       | Eric Taino              | Eric Taino              | 3           | 0           |  |  |                       |                         |                         |                       |               |   |   |              |               |              |              |              |  |